# Detroit Cyclecar Company
Detroit Cyclecar Company war ein US-amerikanischer Hersteller von Automobilen.

## Unternehmensgeschichte
Das Unternehmen wurde 1913 in Detroit in Michigan gegründet. Im August 1913 verkündete A. R. Thomas die baldige Produktionsaufnahme. Konstrukteur der Fahrzeug war Ernest Weigold, der vorher für die E. R. Thomas-Detroit Company und die Herreshoff Motor Company tätig war. Der Markenname lautete Detroit, inoffiziell aus Little Detroit und Detroit Speedster. 1914 endete die Produktion.
Die Saginaw Motor Car Company aus Saginaw in Michigan setzte die Produktion unter eigenem Markennamen fort.

## Fahrzeuge
Das einzige Modell wurde als Cyclecar bezeichnet, obwohl es die Kriterien nicht erfüllte. Ein wassergekühlter Vierzylindermotor mit 1500 cm³ Hubraum trieb über eine Kardanwelle die Hinterachse an. Das Leergewicht war mit 386 kg angegeben. Das Fahrgestell hatte 234 cm Radstand. Der offene Roadster bot Platz für zwei Personen nebeneinander.

## Übersicht über Pkw-Marken aus den USA, die mitDetroitbeginnen
| Marke            | Hersteller                         | Vermarktungsbeginn | Vermarktungsende | Ort, Bundesstaat   |
| ---------------- | ---------------------------------- | ------------------ | ---------------- | ------------------ |
| Detroit          | Detroit Automobile Company         | 1899               | 1901             | Detroit, Michigan  |
| Detroit          | Wheeler Manufacturing Company      | 1904               | 1904             | Detroit, Michigan  |
| Detroit          | Detroit Motor Chassis Company      | 1912               | 1912             | Detroit, Michigan  |
| Detroit          | Detroit Motor Wagon Company        | 1912               | 1912             | Detroit, Michigan  |
| Detroit          | Detroit Cyclecar Company           | 1913               | 1914             | Detroit, Michigan  |
| Detroit          | Detroit Chassis Company            | 1915               | 1917             | Detroit, Michigan  |
| Detroit Electric | Detroit Electric Car Company       | 1907               | 1939             | Detroit, Michigan  |
| Detroit Taxicab  | Detroit Taxicab & Transfer Company | 1914               | 1915             | Detroit, Michigan  |
| Detroit-Dearborn | Detroit-Dearborn Motor Car Company | 1909               | 1910             | Dearborn, Michigan |